# Jessikka Aro
Jessikka Aro (...) è una giornalista finlandese che lavora nell'ambito del giornalismo d'inchiesta sui fenomeni di propaganda politica sulla rete Internet.

## Biografia
Jessikka Aro lavora come giornalista per l'emittente Yle, la televisione pubblica del suo paese. 
Nel settembre 2014 ha iniziato un'inchiesta che si occupava del fenomeno dei troll che agiscono sul Web per la propaganda pro-Russia. La serie di articoli che scaturì da questa indagine giornalistica le ha fatto ottenere, nel marzo 2016, il premio Lukas Bonniers Stora Journalistpris istituito dal gruppo Bonnier.
Le sue inchieste hanno dato la stura a una notevole reazione dagli stessi troll filo-russi. In risposta al suo lavoro giornalistico è divenuta bersaglio di condotte intimidatorie quali chiamate sul telefono cellulare con rumore di colpi di pistola, oppure messaggi telefonici di testo firmati da suo padre, morto vent'anni prima

Sempre nell'ambito della circolazione dell'informazione in rete, la Aro ha scritto articoli sul ruolo dei troll nel fenomeno della moderna guerra dell'informazione e ha in progetto un libro sullo stesso argomento
.
Ha pubblicato un articolo sul giornale dell'European Peoples Party, di orientamento di sinistra, in cui parla delle molestie, da lei definite come "brutali", ricevute da russi, compresa la messa in circolazione, da parte di "siti fasulli" " e "troll di Twitter", di notizie calunniose su una sua dipendenza da droghe Nel corso dell'estate 2016, ha raccolto oltre 30 000 dollari attraverso la piattaforma di crowdfunding Indiegogo.